# Im Jyoung-hwa
Im Jyoung-hwa (in coreano: 임정화; Daegu, 7 dicembre 1986) è un'ex sollevatrice sudcoreana medagliata olimpica che ha gareggiato prevalentemente nella categoria dei pesi gallo (fino a 48 kg).

## Carriera
Dopo essere stata medaglia d'argento ai Campionati mondiali juniores del 2005 nella categoria fino a 58 kg, Im Jyoung-hwa ha partecipato alle Olimpiadi di Pechino 2008 scendendo fino alla categoria dei pesi gallo e terminando la propria gara al 4º posto finale con 196 kg. nel totale. Tuttavia, alcuni anni dopo, a seguito di controlli più accurati, è stata riscontrata la positività al doping delle prime due atlete classificate in quella stessa gara olimpica, la cinese Chen Xiexia e la turca Sibel Özkan, con conseguente squalifica e revoca delle loro medaglie e con l'avanzamento di Im Jyoung-hwa alla medaglia d'argento olimpica.
Ai Campionati mondiali di sollevamento pesi la sudcoreana vanta come miglior piazzamento due quinti posti nelle edizioni del 2009 e del 2010.